# Brent Arrington
Brent Arrington (Baltimora, 12 luglio 1992) è un ex cestista statunitense.